# 荀罃
荀罃（？—前560年），中国春秋時期晋国政治人物、将軍。荀氏、按封地又为智氏，名罃，字子羽，諡號武，史称智武子。是荀林父之弟荀首之子。

## 生平
智罃为晋国名門智氏之一員，父親荀首。前597年，邲之战之時，他与父亲下軍大夫智首共同参战，在楚軍压倒的軍力前，晋軍崩溃，智罃被楚国俘虜。智首俘虏了公子穀臣、射杀连尹襄老。
公元前588年，荀首提出楚共王異母兄弟穀臣交換自己的儿子智罃，共王同意了。智罃回国之前謁見共王。共王问：“您恐怕怨恨寡人吧？”智罃回答：“兩國交兵，臣沒有才能，不能勝任戰爭，所以做了俘虜。君王的左右沒有用我的血來祭您的戰鼓，而讓我回國去接受誅戮，這是君王的恩惠啊。臣實在沒有才能，又敢怨恨誰？”共王问：“那您感激寡人吗？”智罃回答：“兩國爲自己的國家打算，希望讓百姓紓困，各自抑止自己的憤怒，以互相寬宥，兩邊都釋放戰俘，以結成友好。兩國有了和平，跟臣沒有關係，臣又敢感激誰？”共王问：“您回去晉國要如何报答我？”智罃回答：“臣無所怨恨，君王也不受恩德，沒有怨恨，沒有恩德，就不知道該報答甚麼才好。”共王问：“虽然如此，也請您一定要告訴不穀（楚王的自称）。”智罃回答：“憑藉著君王的靈慧聰明，被俘虜的臣能夠回到晉國埋葬了，如果我國寡君把臣處死了，臣認為死得有價值。如果由於君王的恩惠而赦免臣，把臣賜給您的外邦臣子智首，智首向寡君請求，而把臣在智家的宗廟中誅戮，也死得有價值。如果僥倖沒有被處死，而讓臣保有了繼承人的地位，依序協助晉國的軍事，率領小小部隊以管制邊疆，即使以後與君王的部下切磋，我也不會躲避，會竭盡全力到死為止，沒有第二個心念，盡了臣的回禮，這就是臣用以報答君王的。”共王听后说：“還不能與晋国爭霸啊。”
智罃回到晋国後，继承为智氏家主。公元前583年，赵武在韩厥的支援下，赵家复兴，士燮对赵武的祝辞为：“吾子勉之，成，宣之後而老為大夫，非恥乎！成子之文，宣子之忠，其可忘乎！夫成子導前志以佐先君，導法而卒以政，可不謂文乎！夫宣子盡諫于襄、靈，以諫取惡，不憚死進，可不謂忠乎！吾子勉之，有宣子之忠，而納之以成子之文，事君必濟。”
公元前578年五月，智罃討伐秦国时為下軍佐，麻隧之战擊退秦軍。公元前575年，晉楚鄢陵之战，智罃留守，率领别军討楚之仆从陳国、蔡国。
公元前574年，士燮去世，郤至等三郤被誅殺，智罃由下軍佐進昇为上軍佐。
公元前573年，次卿、中軍佐中行偃（智罃的堂侄、荀林父之孫、荀偃）和正卿、中軍将欒書一起弑杀晋厉公後，智罃到成周迎立晋襄公之孫孫周为晋悼公。後来，欒書去世，中行偃降级，智罃晋升为次卿、中軍佐。
公元前571年，智罃联合魯、齐、宋軍攻打郑国，鄭成公刚刚去世。智罃听从魯國孟献子進言，在鄭国边境近築虎牢城，威胁郑国，郑国不战而归附晋国。
公元前566年，正卿韓厥年老退休、次卿、中軍佐智罃继承正卿、中軍将。智罃协助晋悼公重新建筑晋国的霸权。同時奠定了智氏家族独立于荀氏，成为晋国主要家族。
公元前560年，智罃去世，由於其子智朔早逝，因此由智罃之孫智盈继承智氏家主之位。他的谥号为武，史称智武子、知武子。